# Кравцов Василь Якович
Кравцов Василь Якович (7 квітня 1911, Підкуйчанськ — 28 грудня 2000, Сватове) — Герой Соціалістичної Праці (1959).

## Життєпис
Учасник радянсько-німецької війни. Добровільно пішов на фронт, хоча мав броню. Брав участь у боях за Сталінград. Пройшов з боями від Волги до Німеччини.
У післявоєнний час працював майстром у Локомотивному депо Сватове.
За звитяжну працю у серпні 1959 року В. Я. Кравцов був удостоєний звання Героя Соціалістичної Праці.
Рішенням виконкому Сватівської міської ради від 1 грудня 1972 року № 250 Кравцов В. Я. «За багаторічне і бездоганне виконання депутатських обов'язків та активну участь у суспільно-політичному житті міста, з нагоди 50-річного ювілею утворення СРСР» занесений до Книги Пошани з присвоєнням звання: «Почесний громадянин міста Сватове».